# Seysses
Seysses är en kommun i departementet Haute-Garonne i regionen Occitanien i södra Frankrike. Kommunen ligger i kantonen Muret som tillhör arrondissementet Muret. År 2022 hade Seysses 10 167 invånare.

## Befolkningsutveckling
Antalet invånare i kommunen Seysses
Referens:INSEE